# NGC 6208
NGC 6208 (również OCL 964 lub ESO 179-SC14) – gromada otwarta znajdująca się w gwiazdozbiorze Ołtarza. Odkrył ją James Dunlop 28 lipca 1826 roku. Jest położona w odległości ok. 3,1 tys. lat świetlnych od Słońca.